# Prêmio Sofia
O Prêmio Sofia é concedido anualmente a personalidades de destaque na proteção ambiental e desenvolvimento sustentável. Foi criado em 1997 pelo escritor norueguês Jostein Gaarder e sua mulher, Siri Dannevig. O nome do prêmio foi inspirado na personagem principal do livro O Mundo de Sofia, de Gaarder.

## Laureados
| Ano  | Laureado                                  |
| ---- | ----------------------------------------- |
| 2009 | Marina Silva                              |
| 2008 | Gretchen Daily                            |
| 2007 | Göran Persson                             |
| 2006 | Romina Picolotti                          |
| 2005 | Sheila Watt-Cloutier                      |
| 2004 | Wangari Maathai                           |
| 2003 | John Pilger                               |
| 2002 | Bartolomeu I, Patriarca de Constantinopla |
| 2001 | ATTAC                                     |
| 2000 | Sheri Liao                                |
| 1999 | Herman Daly e Thomas Kocherry             |
| 1998 | Environmental Rights Action, Nigéria      |